# Alexandre Cabanel
Alexandre Cabanel (Montpellier, 28 de setembro de 1823 — Paris, 23 de janeiro de 1889) foi um pintor francês, representante do Neoclassicismo Acadêmico. Dedicou-se a assuntos históricos, mitológicos e religiosos. Foi também autor de retratos, paisagens e composições decorativas. Excelente aquarelista.
Em 1840 ingressou na École des Beaux Arts onde foi aluno de Picot. Mais tarde seria nomeado professor dessa famosa escola. Apresentou-se várias vezes no Salon tendo sido premiado com uma medalha de segunda classe em 1852, uma de primeira em 1855 e com a medalha de honra em 1865 e 1867.
Amigo de Napoleão III, recebeu a incumbência de pintar importantes obras para decoração dos palácios imperiais.
Foi um dos mestres de António da Silva Porto, João Marques de Oliveira, Horácio Hora, Rodolfo Amoedo, Almeida Júnior e Étienne Terrus, em Paris.

## Galeria

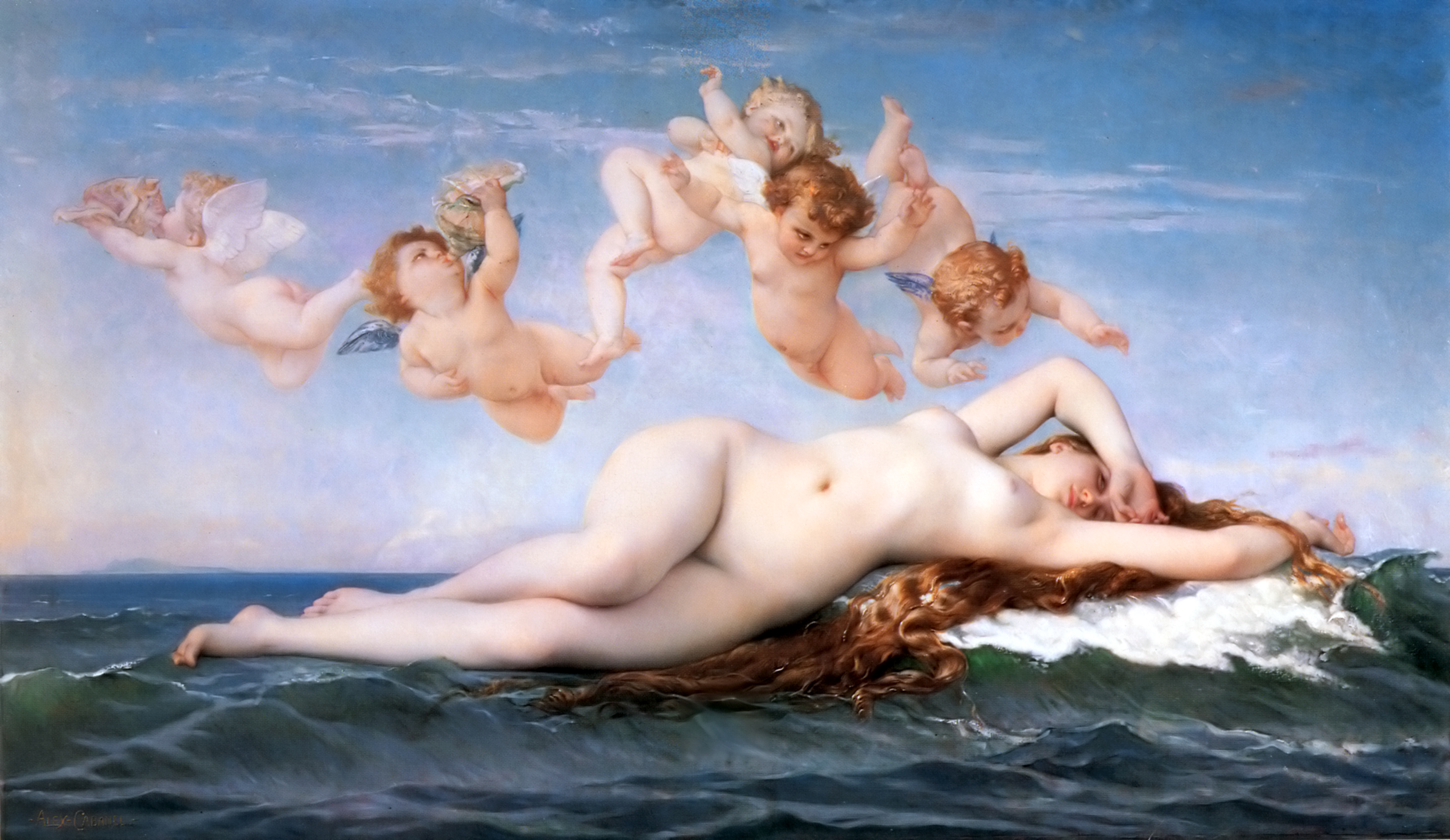
O nascimento de Venus (1863)
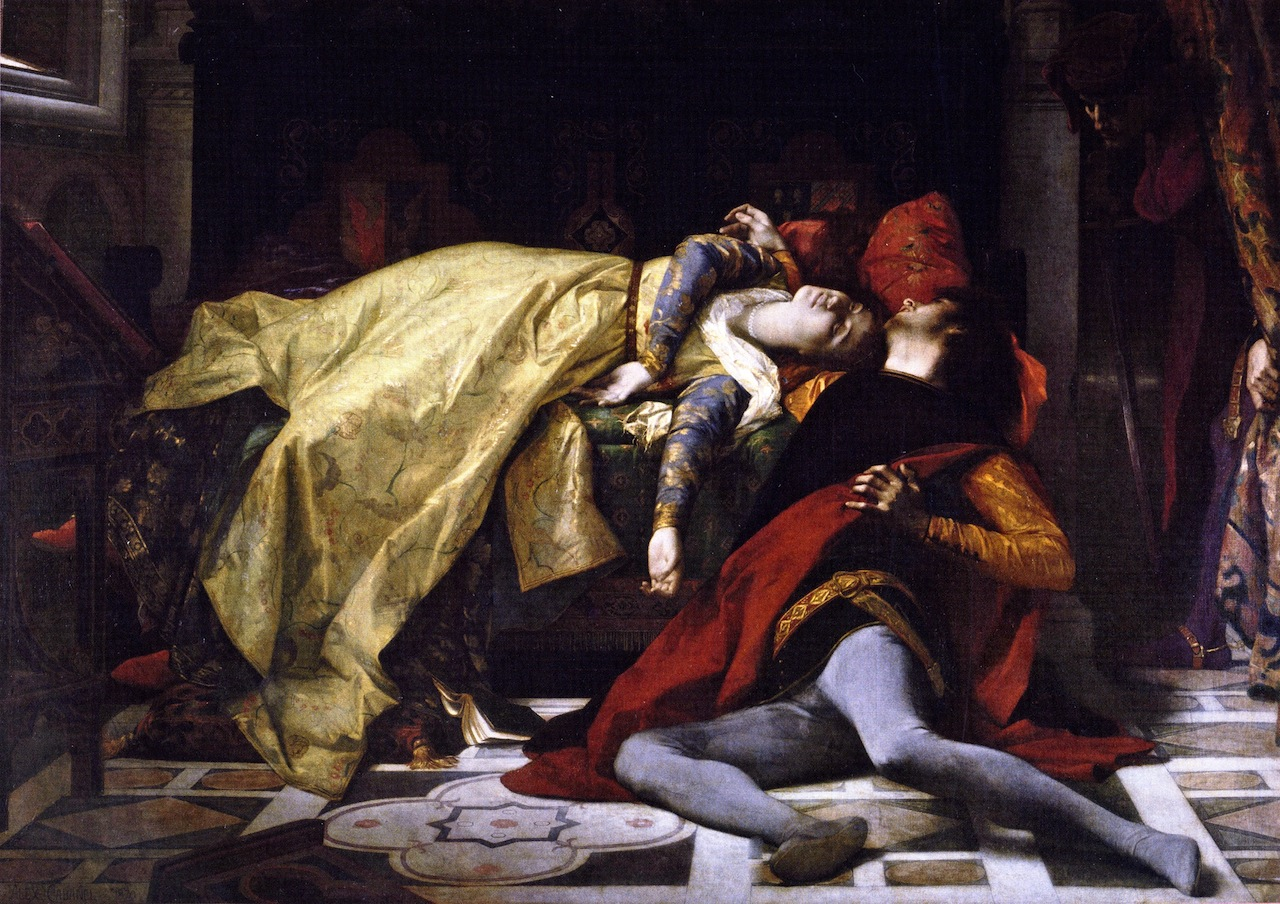
Morte de Francisca de Rímini e Paolo Malatesta (1870)
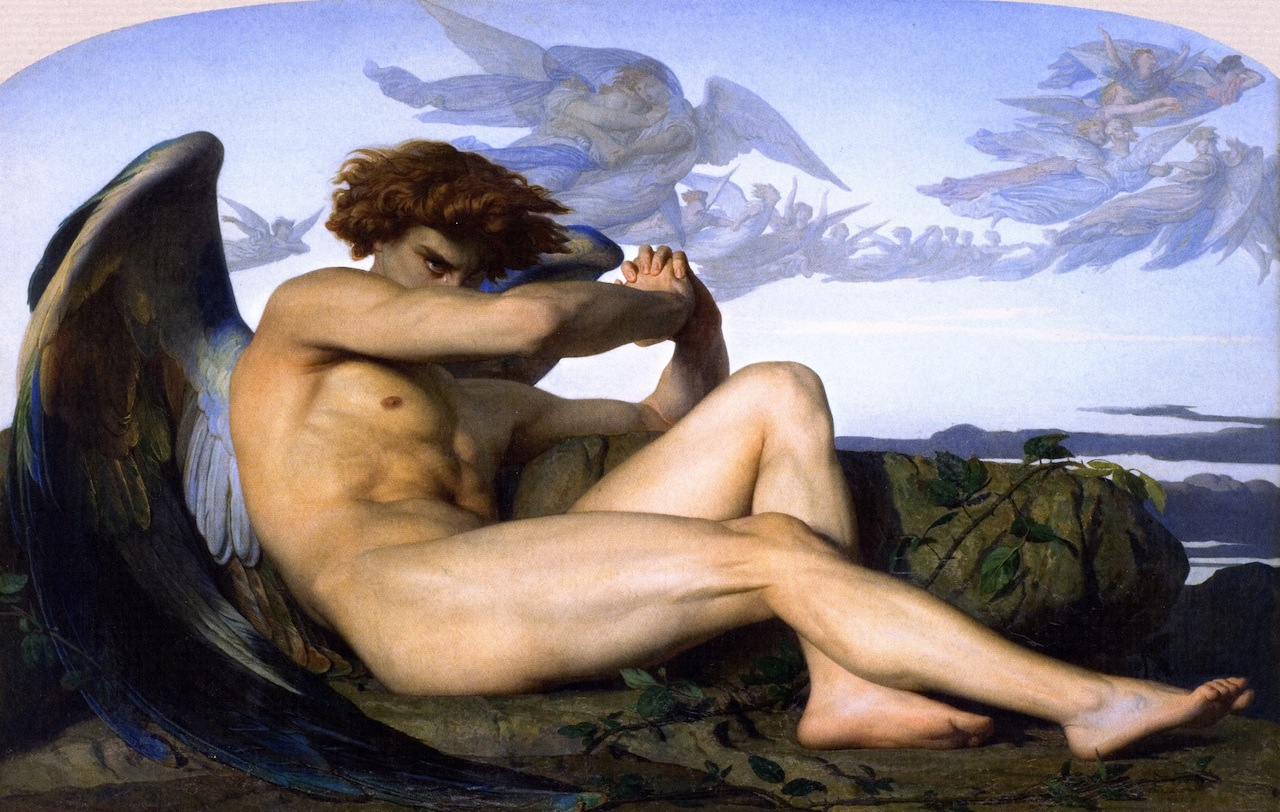
O Anjo Caído (1868)
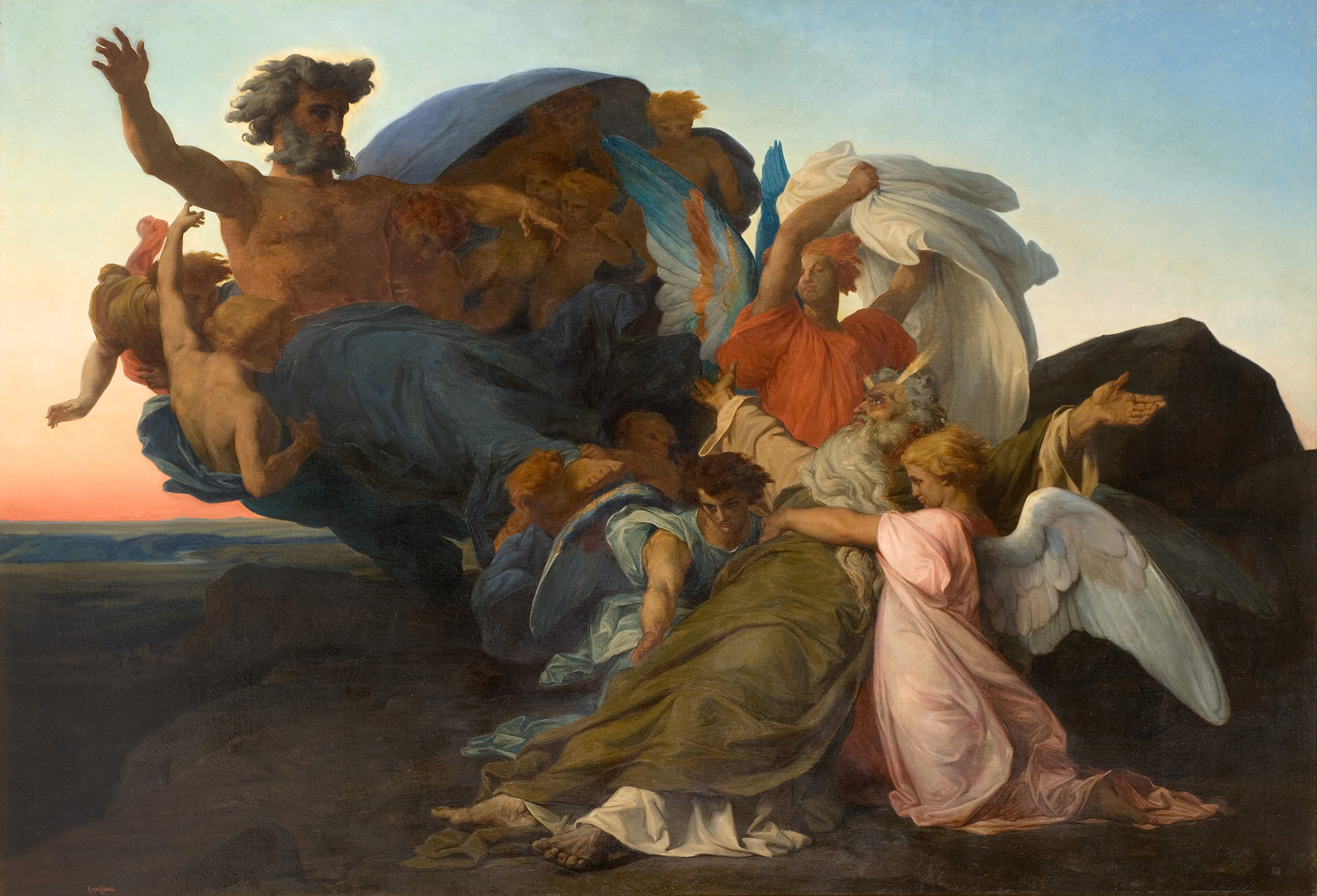
A morte de Moisés (1851)
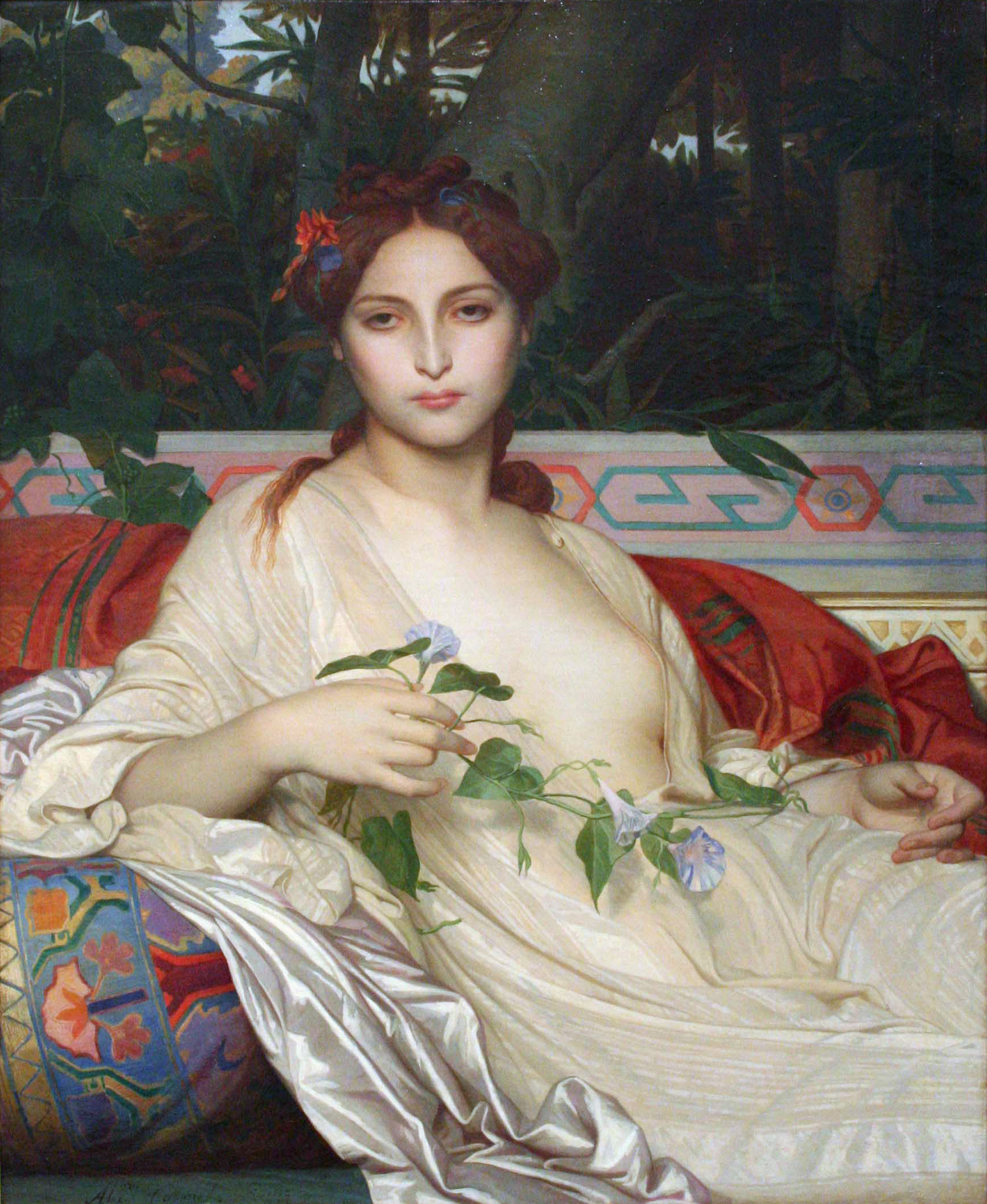
Albaydé (1848)
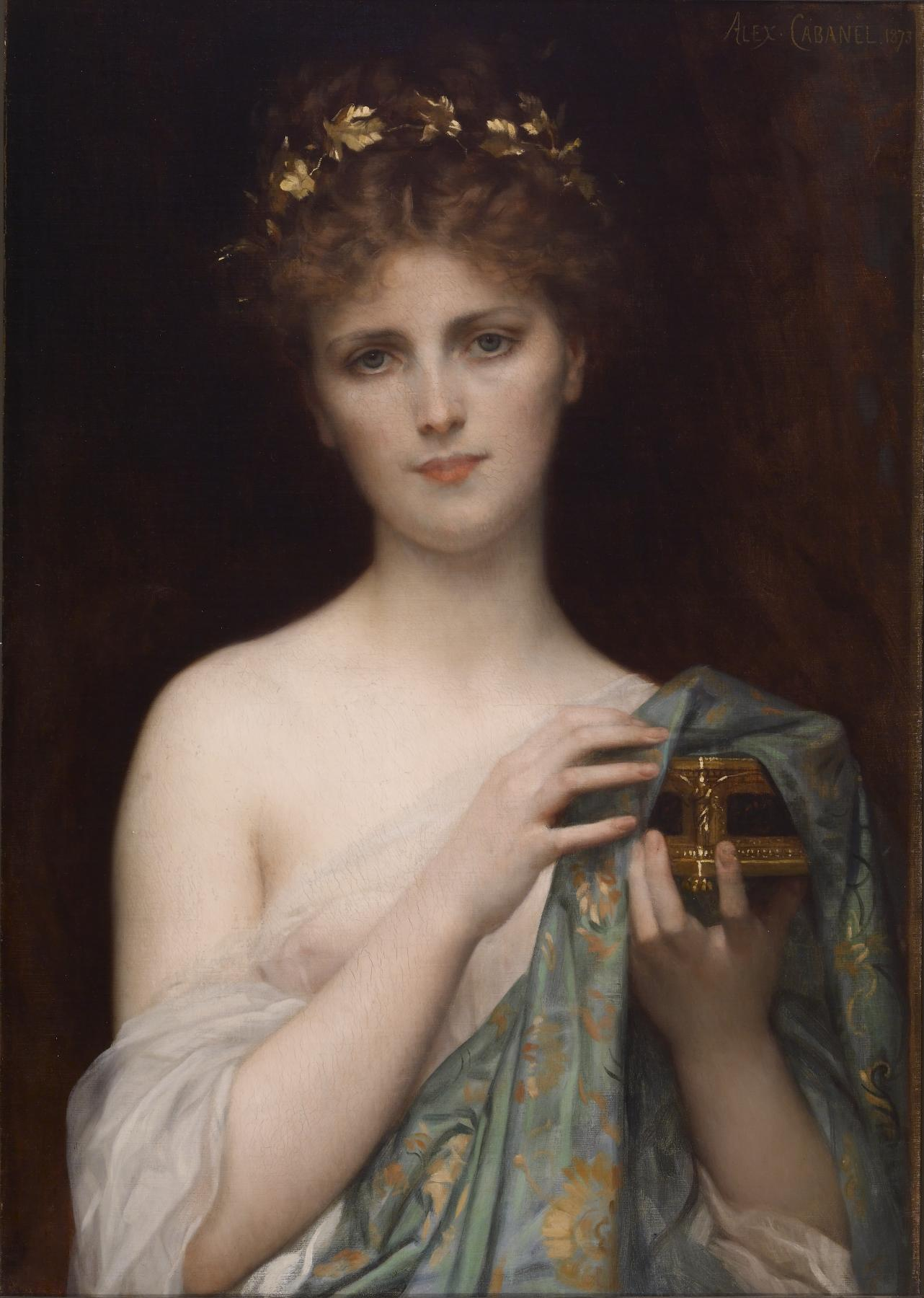
Pandora (1873)
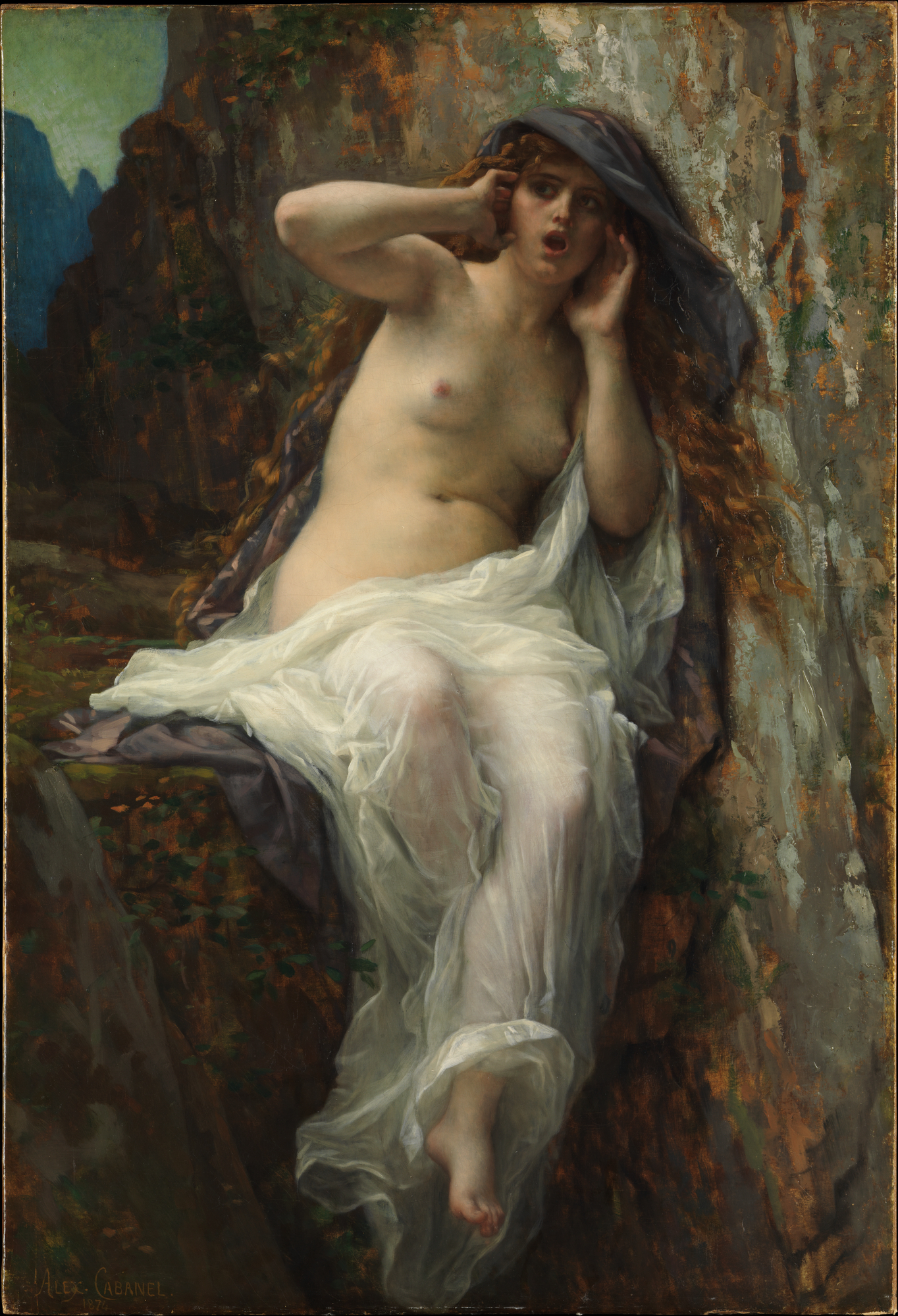
Eco (1874)
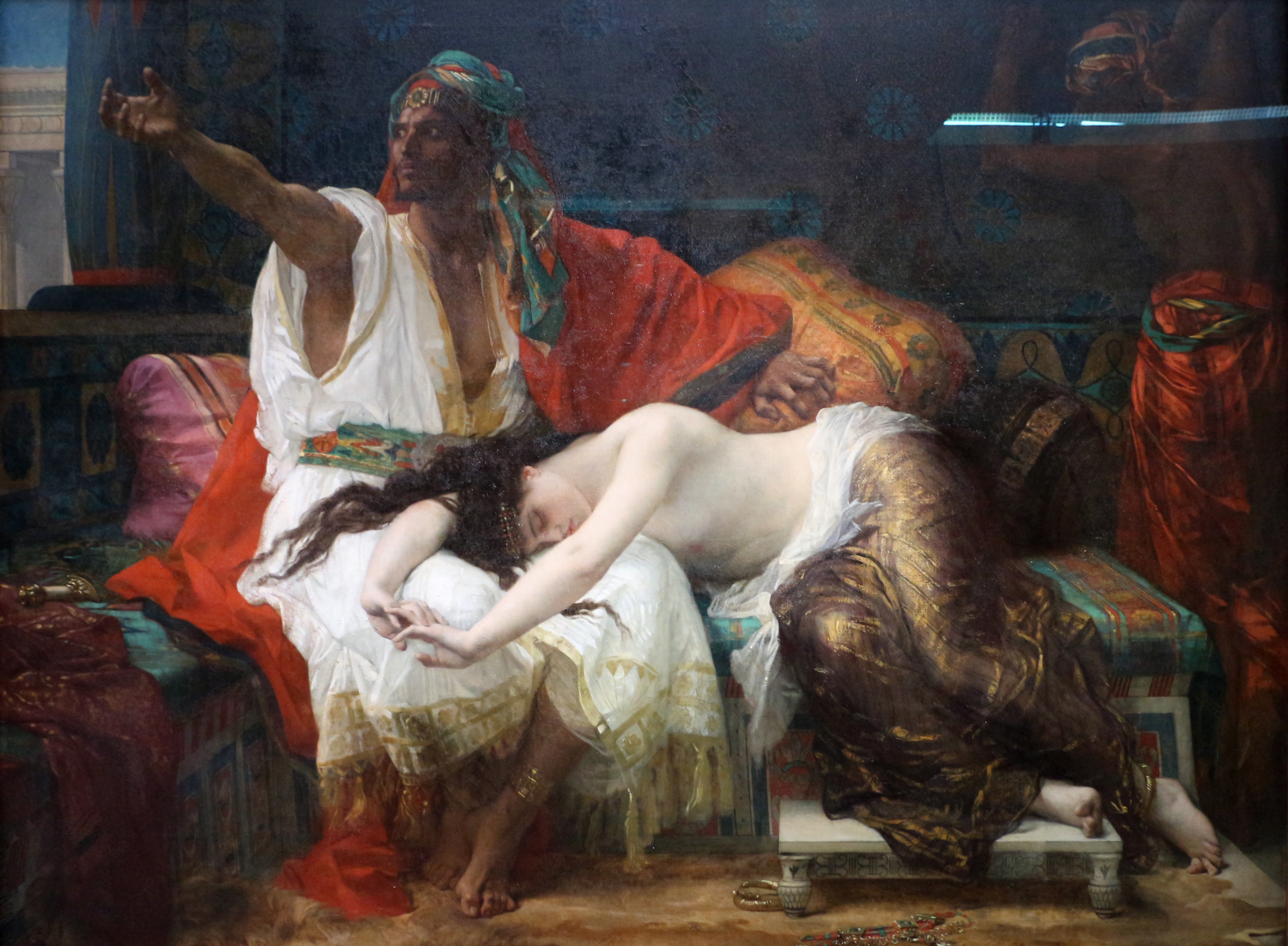
Thamar (1875)
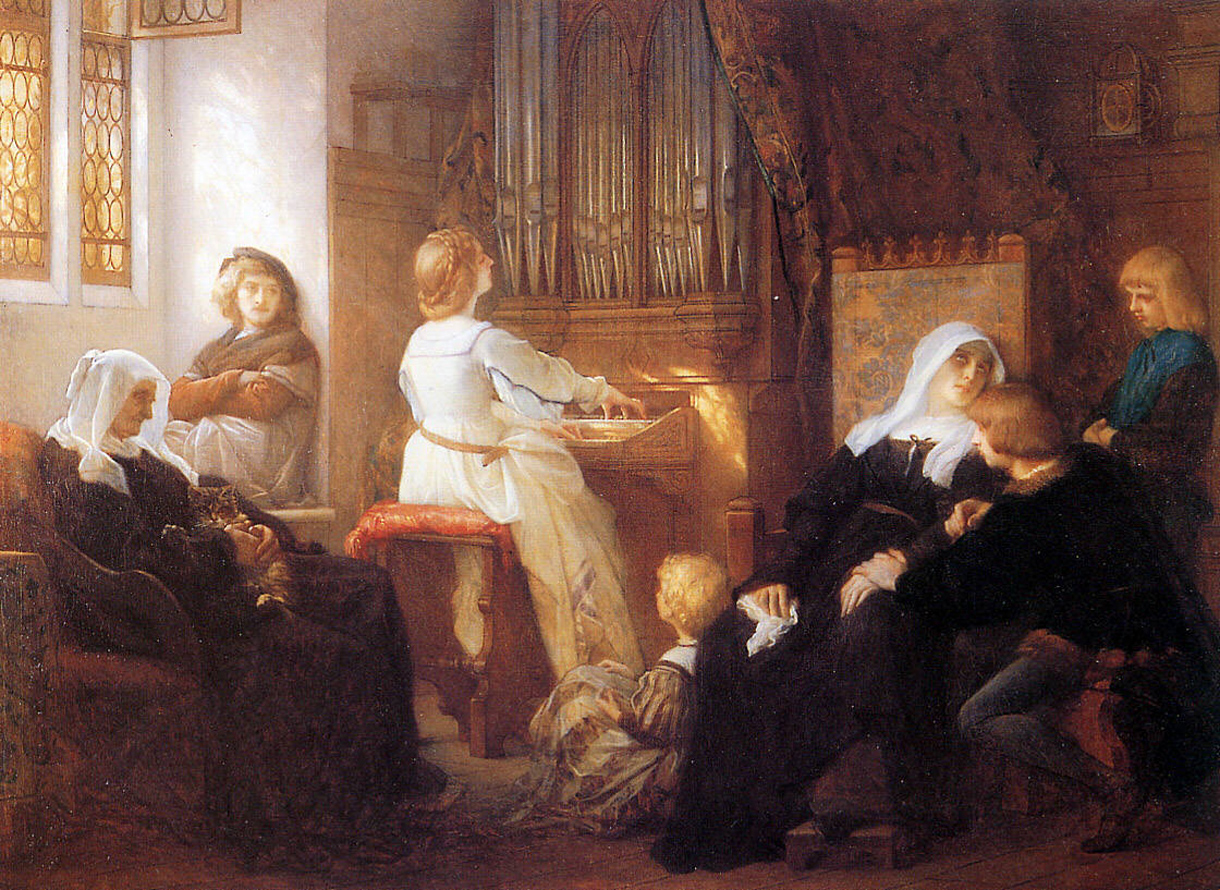
Harmonia (1877)
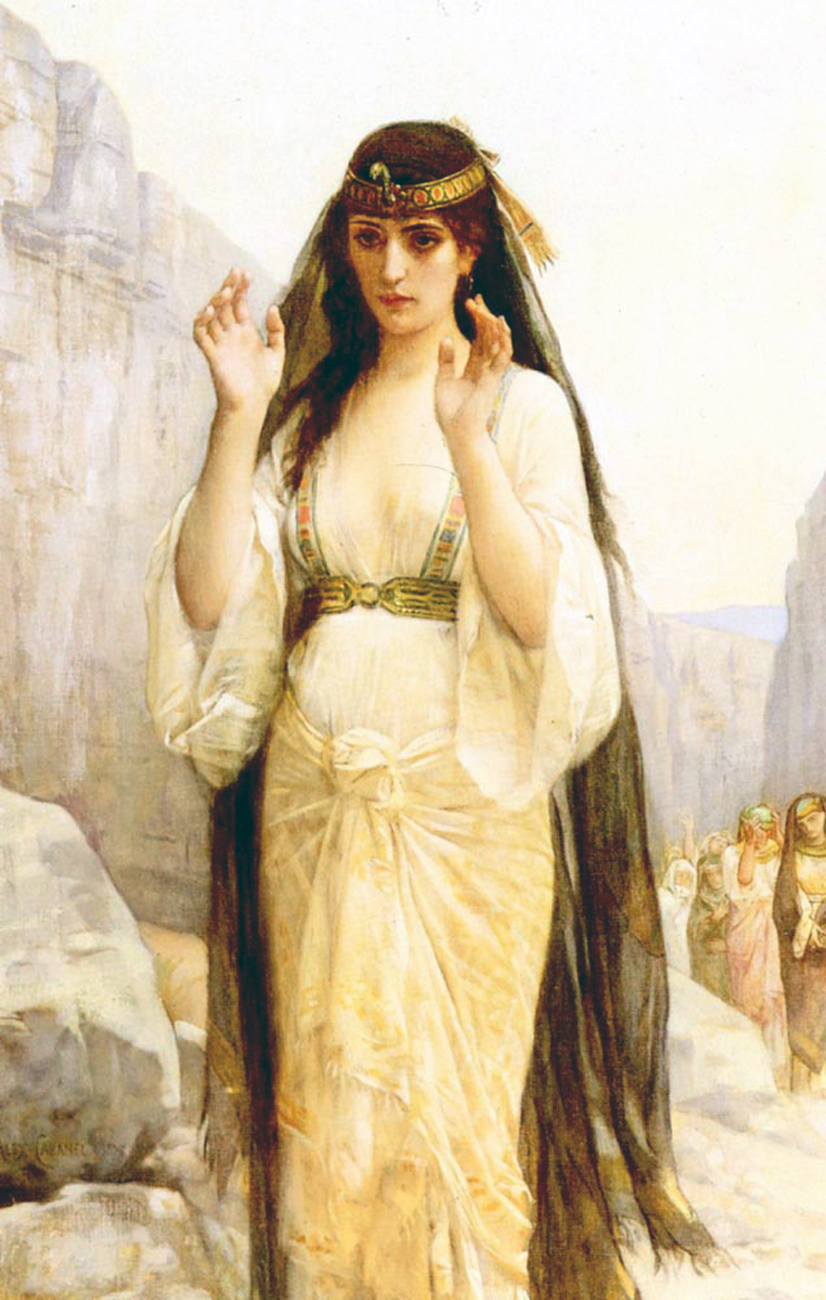
A filha de Jefté (1879)
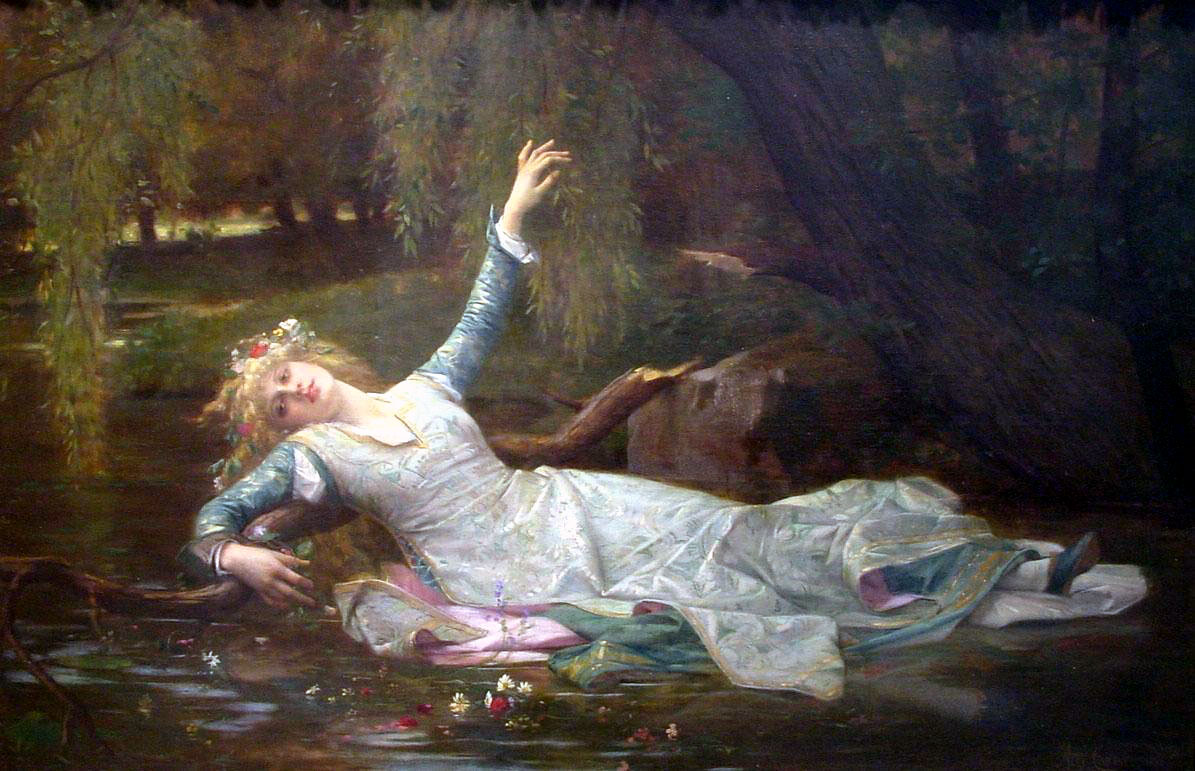
Ofélia (1883)
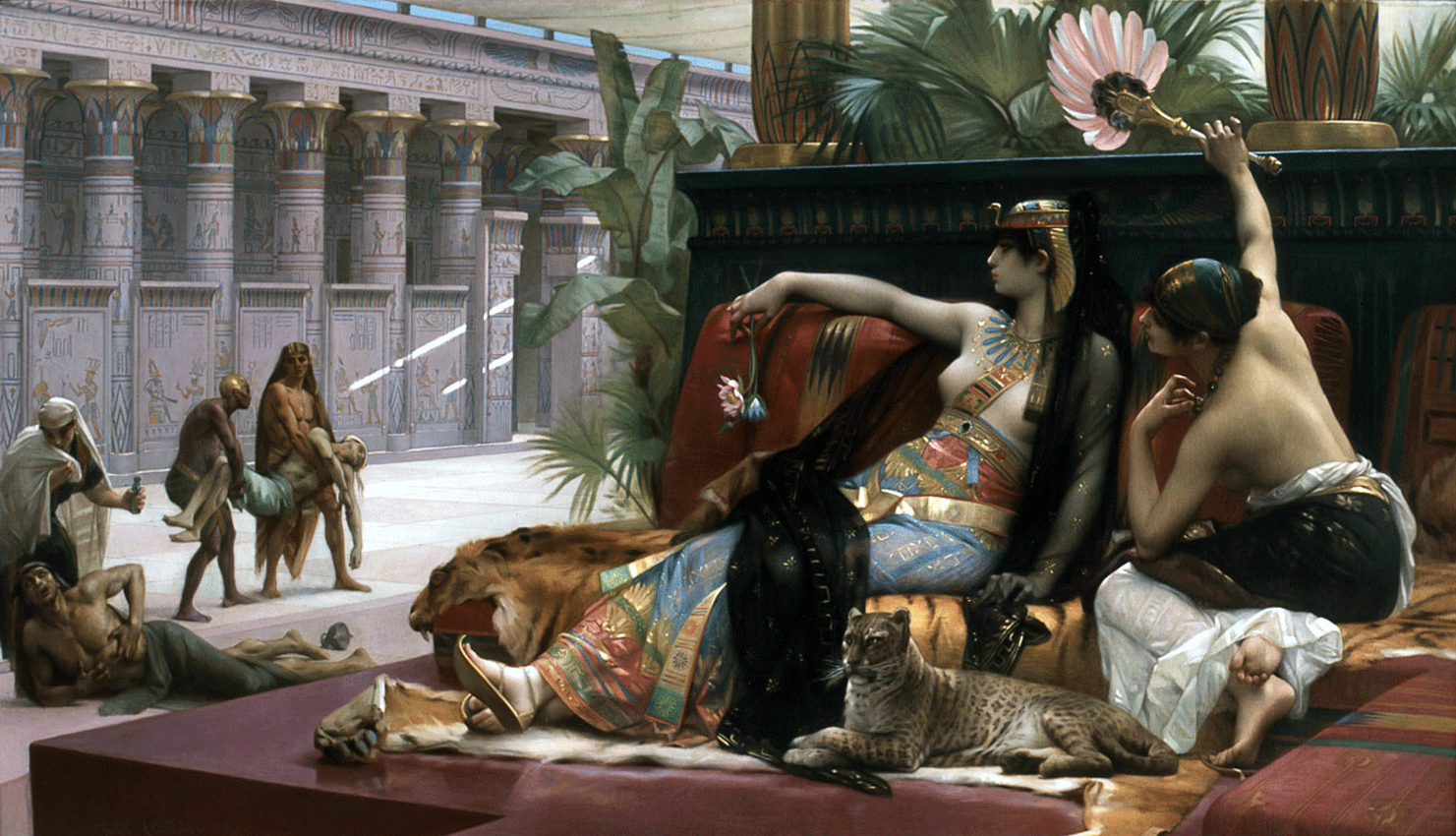
Cleópatra testando venenos em criminosos condenados (1887)
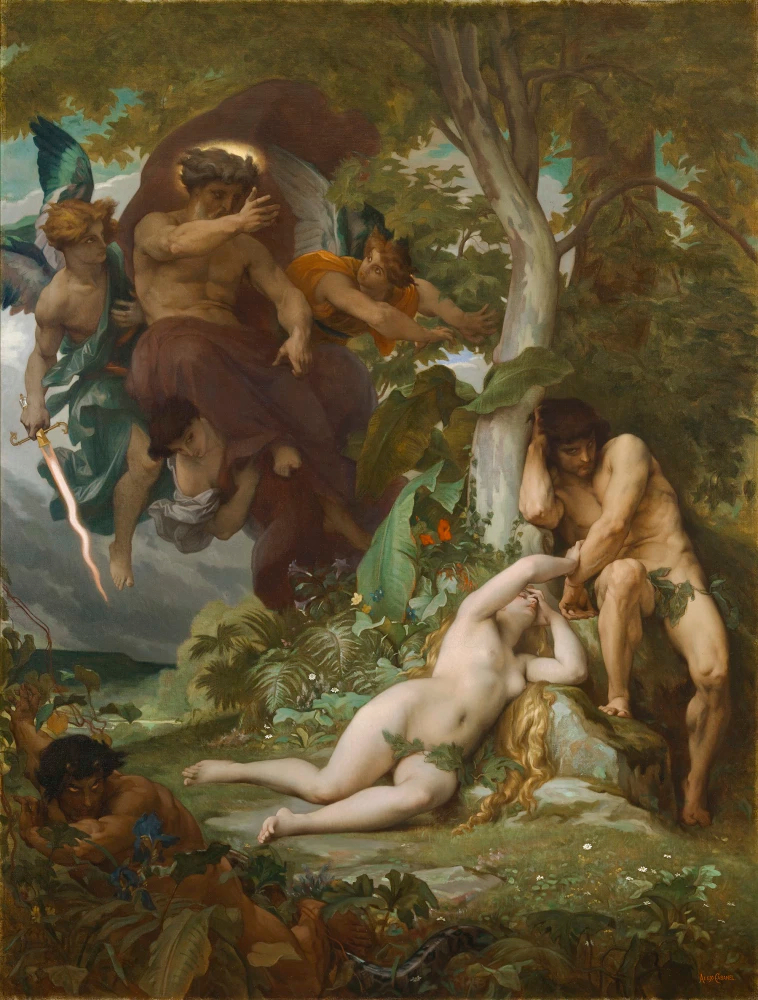
Expulsão de Adão e Eva
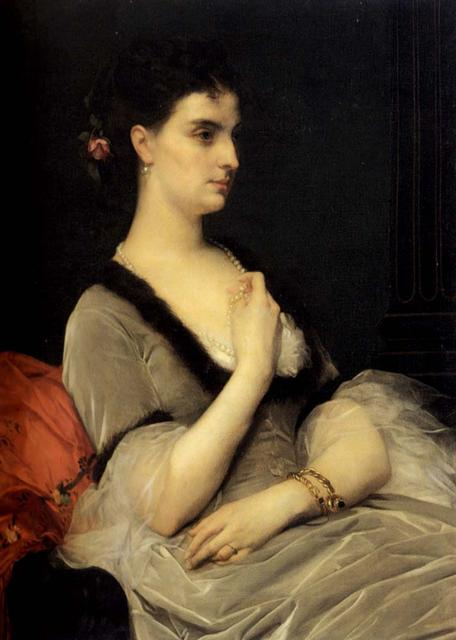
Pintura de Catarina Vorontsova-Dashkova
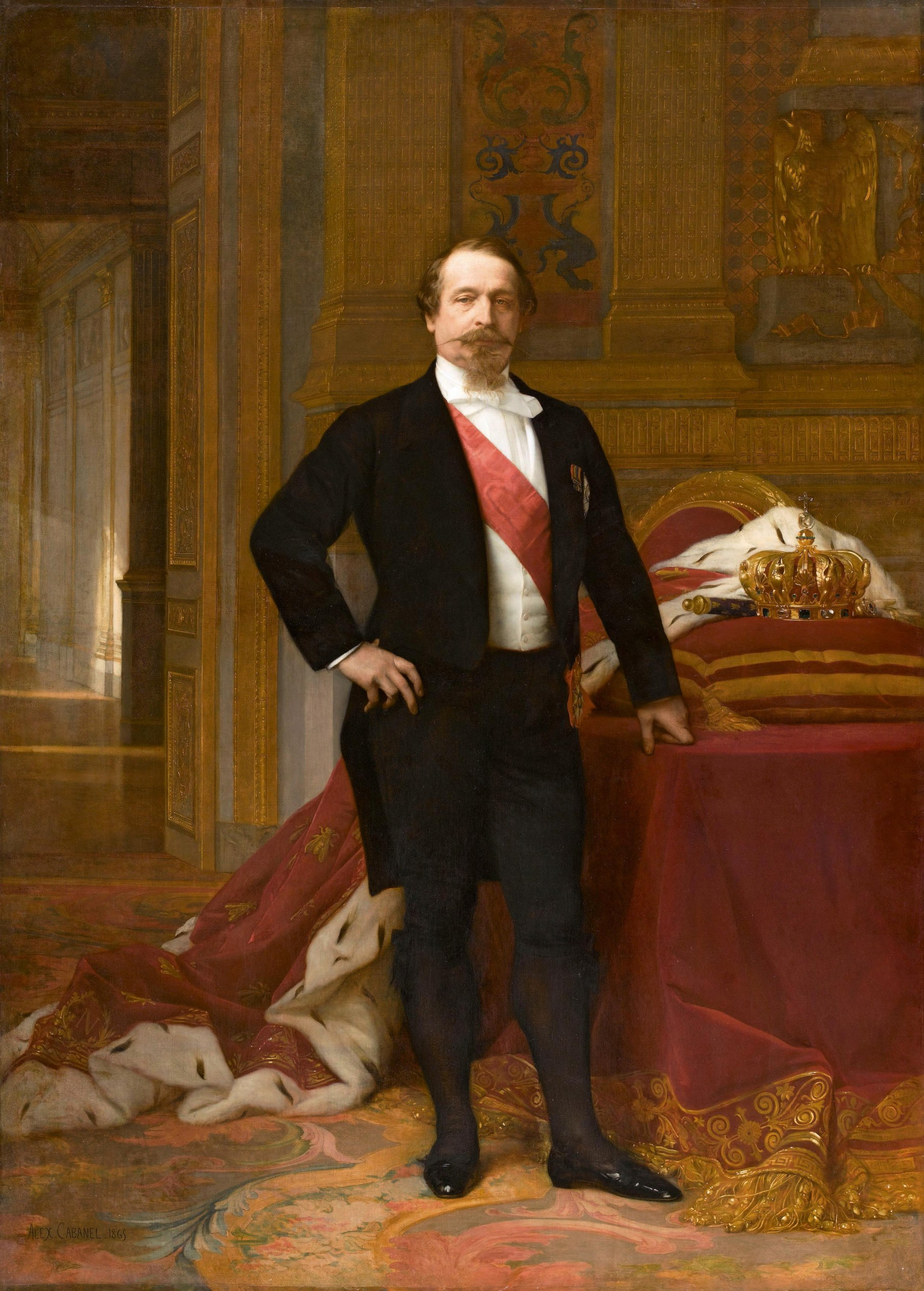
Napoleão III
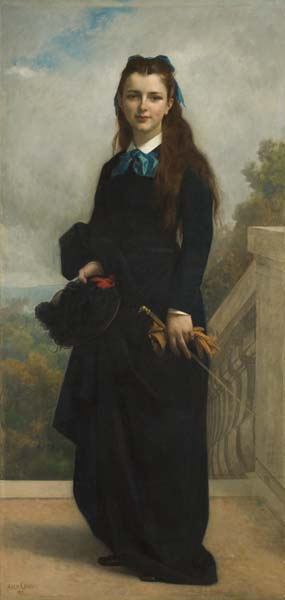
Cornelia Lyman Warren